# Губерт Вінклер
Губерт Вінклер (нім. Hubert Winkler, 1875—1941) — німецький ботанік, який спеціалізувався на дослідженні тропічної флори.

## Життя й робота
З 1895 року він вивчав теологію та ботаніку в Університеті Бреслау, де в 1901/02 роках працював асистентом у ботанічному саду. Після цього він працював у Ботанічному музеї в Берліні та в ботанічному саду у Вікторії, Камерун. У 1921 році він став доцентом фітогеографії в Університеті Бреслау, де в 1927 році здобув звання професора.
У 1905 році ботанік Адольф Енглер опублікував працю про Вінклереллу (Winklerella) — рід квіткових рослин з Камеруну, що належить до родини Подостемових (Podostemaceae). Він був названий на честь Губерта Вінклера.
У 1908 році він проводив ботанічні дослідження на Малайському півострові та в Голландській Ост-Індії, де також збирав рослини та насіння ротанґа для імпорту до німецьких колоній. У 1910 році він проводив ботанічні дослідження у Східній Африці.

## Публікації
- Pflanzengeographische Studien über die Formation des Buchenwaldes, 1901
- Beiträge zur Morphologie und Biologie tropischer Blüten und Früchte, 1906
- Eine akademische Studienfahrt nach Ostafrika, (разом із Карлом Циммером, 1912)
- Botanisches Hilfsbuch für Pflanzer, Kolonialbeamte, Tropenkaufleute und Forschungsreisende, 1912
- Entwicklungsgeschichte der Pflanzenwelt. Pflanzengeographie. Die Pflanzenwelt der Tropen, (з Вальтером Готаном, Робертом Кнудом Фрідріхом Пілгером, 1913)